# 心印智珣
本條目為概述雲居山住持高僧-心印智珣禪師的生平、史傳、著述。

## 生平簡介
心印智珣，北宋曹洞宗禪師，為圓通法秀之法嗣，饒州人。參圓通發悟，初住延昌，次遷開先佛國，白回奏紫方袍，張都尉奏以｢心印」師號。
約宋大觀末年間任雲居山真如禪寺住持。大慧宗杲禪師曾經謁見於門下參學，求學曹洞宗旨，相談甚歡，時享洞宗大德之名。與明寂珵、洞山微、奉聖初、堅首座、元首座等大宗師並駕齊驅。
宋徽宗政和二年(1112)壬辰歲九月三十日圓寂，葬雲居山，建塔於雲居山趙州關內明月湖左側山坳中。

## 史傳
1. 〈珣禪師〉，頁93，第四編人物志，第二章歷代住持，《雲居新志》。
2. 《五燈全書》，卷35。[1]

## 著作語錄
不見存，目前僅留有上堂法語一二則。
上堂，僧問：｢趙州三等接人，未審和尚幾等接人？」師曰：｢隨家豐儉」。曰：｢上上大機今已曉，中下之根事若何？」師曰：｢領取鉤頭。意莫認定。」盤星問須菩提唱。無說而顯道。未審和尚以何顯道？師曰：｢山僧祇似鐵」乃曰：｢極目青天無片雲，萬象森羅全體露，若也擬議更商量，特地翻成箇露布，久立歸堂喫茶去。」

## 引用資料
1. 1 2  《五燈全書》，卷35。CBETA, X82, no. 1571, p. 20b1-3 。
2. ↑  〈心印禪師塔〉，頁17-18，第一編總論，第三章全身塔墓，《雲居山新志》。
3. ↑  《五燈全書》，卷35。CBETA, X82, no. 1571, p. 20b3-8 。